# Писибан

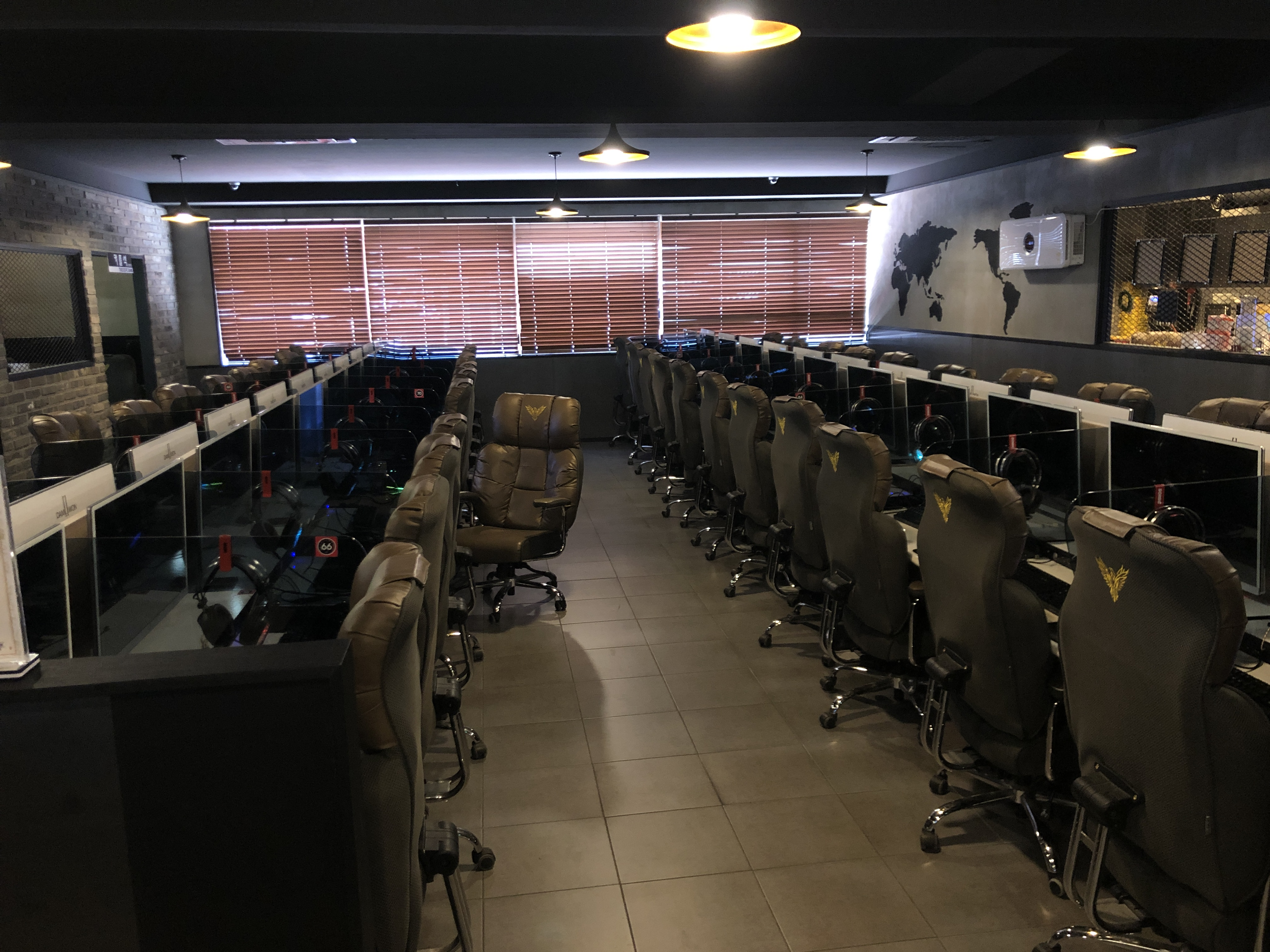
Один из корейских писибанов в 2010 году

Писибан (кор. PC방, 피시방 или 피씨방, букв. «компьютерная комната») — вид интернет-кафе или компьютерного клуба в Республике Корея. Посетителям за почасовую оплату предоставляется место за компьютером, как правило, игровым.
Писибаны являются значимым культурным явлением Южной Кореи. По данным 2007 года, в стране работало более 20 000 писибанов, которые ежедневно посещало более трёх миллионов человек. Писибаны способствовали становлению киберспорта и популяризации MMORPG в стране.

## История

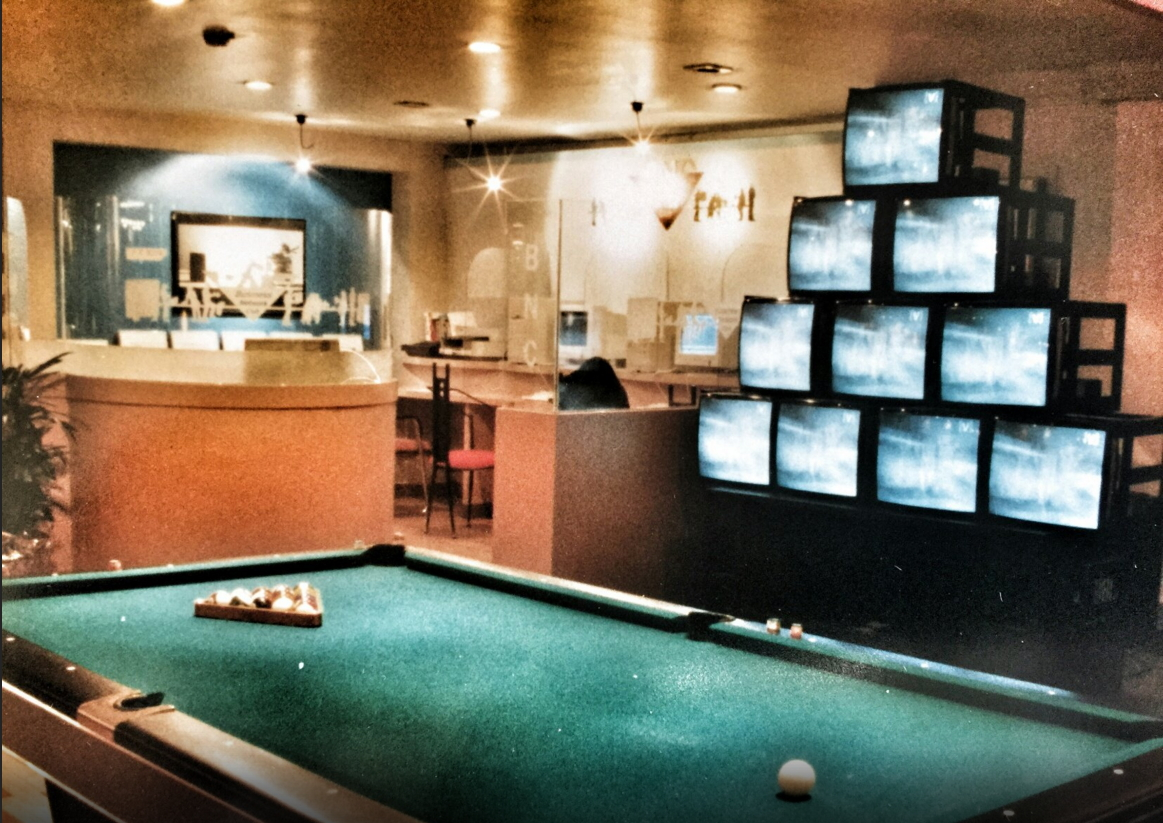
BNC, первое интернет-кафе Кореи. 1994 год

Первый компьютерный клуб в Корее, Чонджа Кхапхе (кор. 전자카페, букв. «электронное кафе»), открылся в марте 1988 года возле Университета Хоник и проработал до 1991 года. В кафе стояло два 16-битных компьютера, соединённых телефонной линией. Несмотря на то, что заведение не снискало популярности, его иногда называют первым писибаном в истории. Первое кафе с доступом к интернету, названное BNC, было открыто в апреле 1994 года корейским предпринимателем Чон Мин Хо.
Концепция писибанов в современном понимании получила распространение после азиатского финансового кризиса 1997 года, когда множество попавших под сокращение работников электронных и IT-компаний начали переходить в малый бизнес, в том числе организовывать писибаны. Поскольку создание собственного интернет-кафе не требовало вложения большой суммы денег, их число быстро росло: если в 1997 году в Корее насчитывалось около 100 писибанов, то в 1998 году их число выросло до примерно 3000, а к 2001 году — до 23 548. С распространением персональных компьютеров число писибанов стало постепенно снижаться; так, в 2007 году насчитывалось 20 607 действующих заведений.
Писибаны быстро обрели популярность среди молодых геймеров. В отличие от США, где компьютерные игры считались хобби для одиночек, в Корее, благодаря писибанам, гейминг стал социальным досугом. Большой вклад в их популяризацию внёс выход StarCraft в 1998 году, поддерживающей игру по локальной сети; после того, как дистрибьютор StarCraft, LG Soft, разорился, его сотрудники основали компанию HanbitSoft и начали в рекламных целях бесплатно рассылать копии игры писибанам.

## Демография
По данным 2007 года, ежедневно писибаны обслуживали более трёх миллионов посетителей. Наибольшей популярностью писибаны пользуются среди школьников и студентов мужского пола. Возрастной состав посетителей писибанов зависит от времени суток: утром большинство посетителей — взрослые мужчины в возрасте от 30 до 50, а после полудня начинают приходить группы молодых людей. Они в основном играют в MMORPG, карточные и аркадные игры. После 8 вечера приходят игроки в соревновательные игры (как правило, в возрасте от 18 лет); некоторые из них остаются на всю ночь.

## Влияние

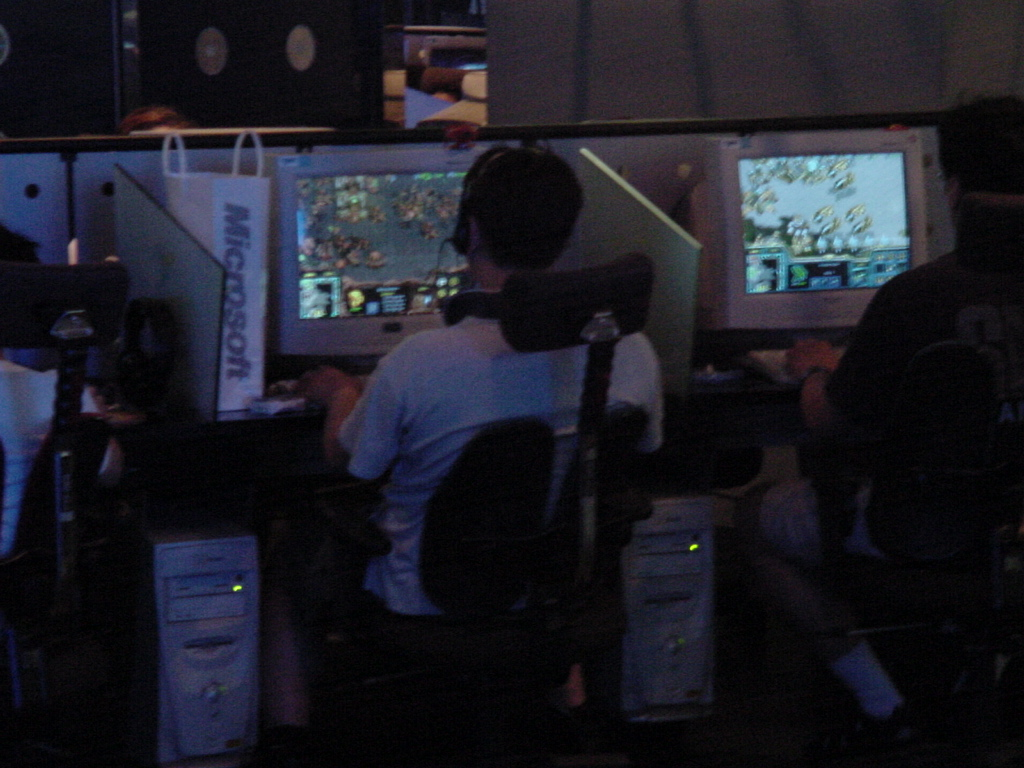
Посетители писибана играют в StarCraft: Brood War. 2001 год

Писибаны способствовали популяризации MMORPG в Республике Корея. Корейцы, в отличие от западной аудитории, не привыкли к играм с ежемесячной подпиской, поэтому дистрибьюторы онлайн-игр продавали лицензии писибанам, которые в свою очередь предоставляли свободный доступ к играм для своих клиентов. Продажа лицензий стала значимым источником дохода для корейских онлайн-игр: так, половину дохода NCsoft за 2001 год обеспечили писибаны (6,1 млн из 12,2 млн долларов), в то время как одиночные игроки принесли 35,5 % дохода.
Подобная бизнес-модель привела к появлению огромного числа читеров в онлайн-играх. Так, многие геймеры, играющие в Overwatch из писибанов, использовали сторонние программы, позволяющие стрелять без промахов (аимбот), и даже DoS-атаковали оппонентов. Игра блокировала учётные записи читеров, однако пользователи писибанов могли быстро создать новый аккаунт и продолжить играть в том же духе. По данным Blizzard, ежедневно в Overwatch блокировались тысячи аккаунтов из Южной Кореи. Это привело к возмущению со стороны игроков азиатского сервера. В феврале 2017 года Blizzard изменили модель распространения Overwatch, требуя от пользователей писибанов войти в свою учётную запись Battle.net с уникальными личными данными.
Писибаны сыграли большую роль в становлении киберспорта. С 1999 года стали организовываться турниры с призовым фондом в десятки миллионов вон, различные этапы которых проводились в писибанах по всей стране.
По данным на 2007 год, около четверти компьютеров в Корее продавалось писибанам (около 1 млн компьютеров в год). Также писибаны являются значимым рынком для рекламы.

## Писибаны и игровая зависимость
С ростом популярности писибанов возросло опасение распространения игровой зависимости среди корейских подростков. Многочасовые игровые сессии и жажда соревноваться в играх могут вредить сну, учёбе и личной жизни геймеров. В 2010 году в одном из писибанов Улсана после двенадцатичасовой игровой сессии погиб 19-летний подросток. В 2011 году в Республике Корея был выпущен закон, запрещающий подросткам, не достигшим 16 лет, играть в онлайн-игры после полуночи и до шести утра.